# Silpha obscura
Silpha obscura es una especie de escarabajo carroñero del género Silpha, categorizada en la tribu Silphini, de la subfamilia Silphinae. Fue descrita por Linnaeus en 1758.

## Distribución
Se distribuye por Europa: Austria, Bulgaria, Creta, Chequia (Bohemia, Moravia), Francia, Alemania, Grecia, Italia, Luxemburgo, Montenegro, Macedonia del Norte, Rumania, Rusia, Eslovaquia y Asia: Mongolia.